# Platanal (Mavaca)
Pour les articles homonymes, voir Platanal.
Platanal, également Majeicodo-teri, est une localité de la paroisse civile de Mavaca dans la municipalité d'Alto Orinoco dans l'État d'Amazonas au Venezuela sur les rives de l'Orénoque. Elle est desservie par une piste d'aviation.